# Лічі
Лічі (ліджі, лічжі, «китайська слива», лат. Litchi chinensis, кит. спр. 荔枝, піньїнь: lìzhī, акад. лічжи) — плодове дерево родини сапіндові.

## Опис
Вічнозелене дерево висотою 10—30 метрів (зазвичай до 15 метрів), з розкидистою кроною. Листки складні, парноперисті (рідше бувають непарноперистими), складаються з 4—8 листочків витягнуто-яйцеподібної або ланцетоподібної форми з загостреним кінцем. Листова пластинка зверху блискуча, темно-зелена, знизу сірувато-зелена. 

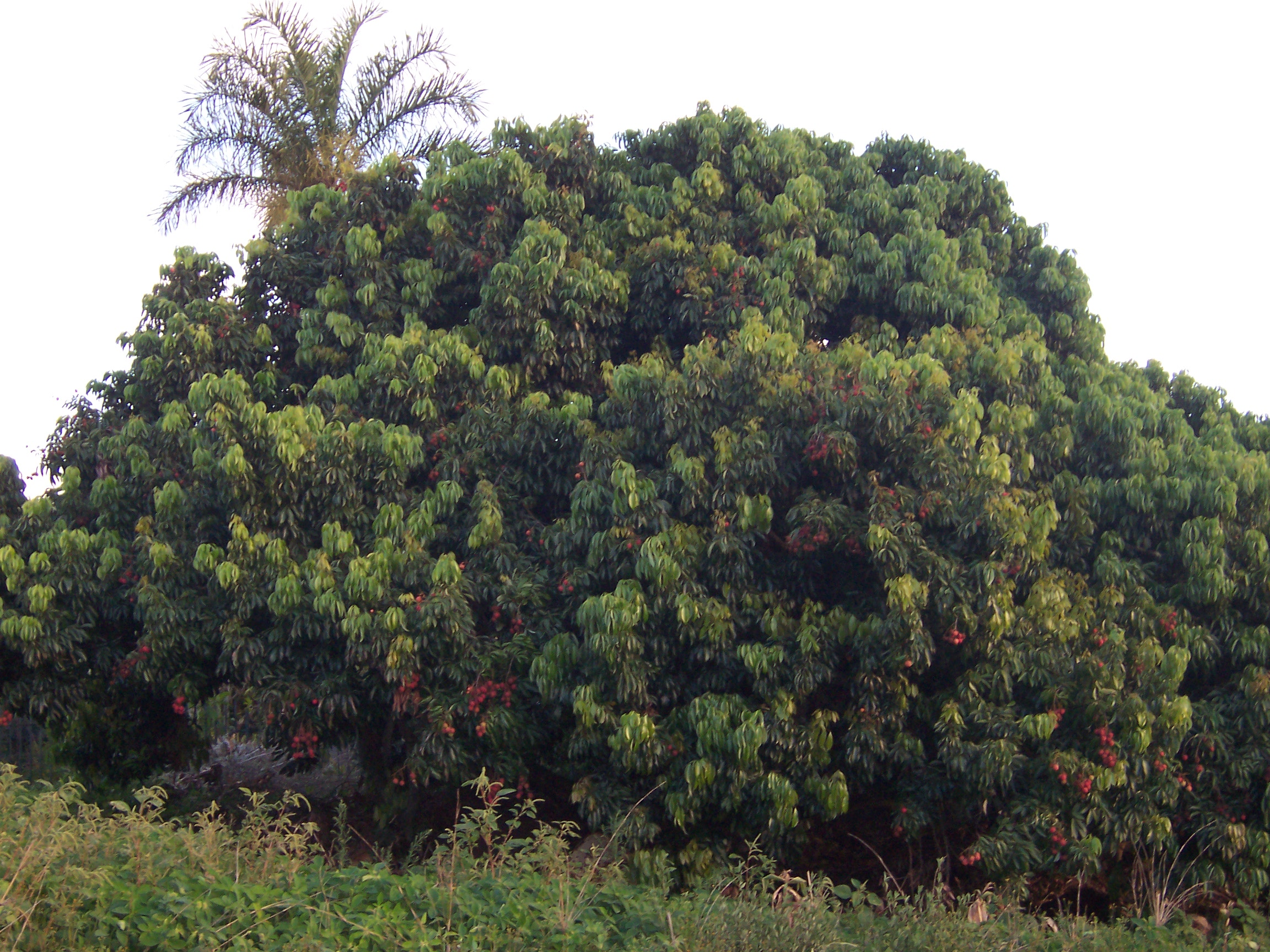
Дерево лічі

Квітки без пелюсток, з жовтуватою або зеленуватою чашечкою, зібрані в пишні зонтикоподібні суцвіття довжиною до 70 см. Однак з цих численних квіток суцвіття розвивається лише 3—15 плодів, інші обсипаються.

### Плід

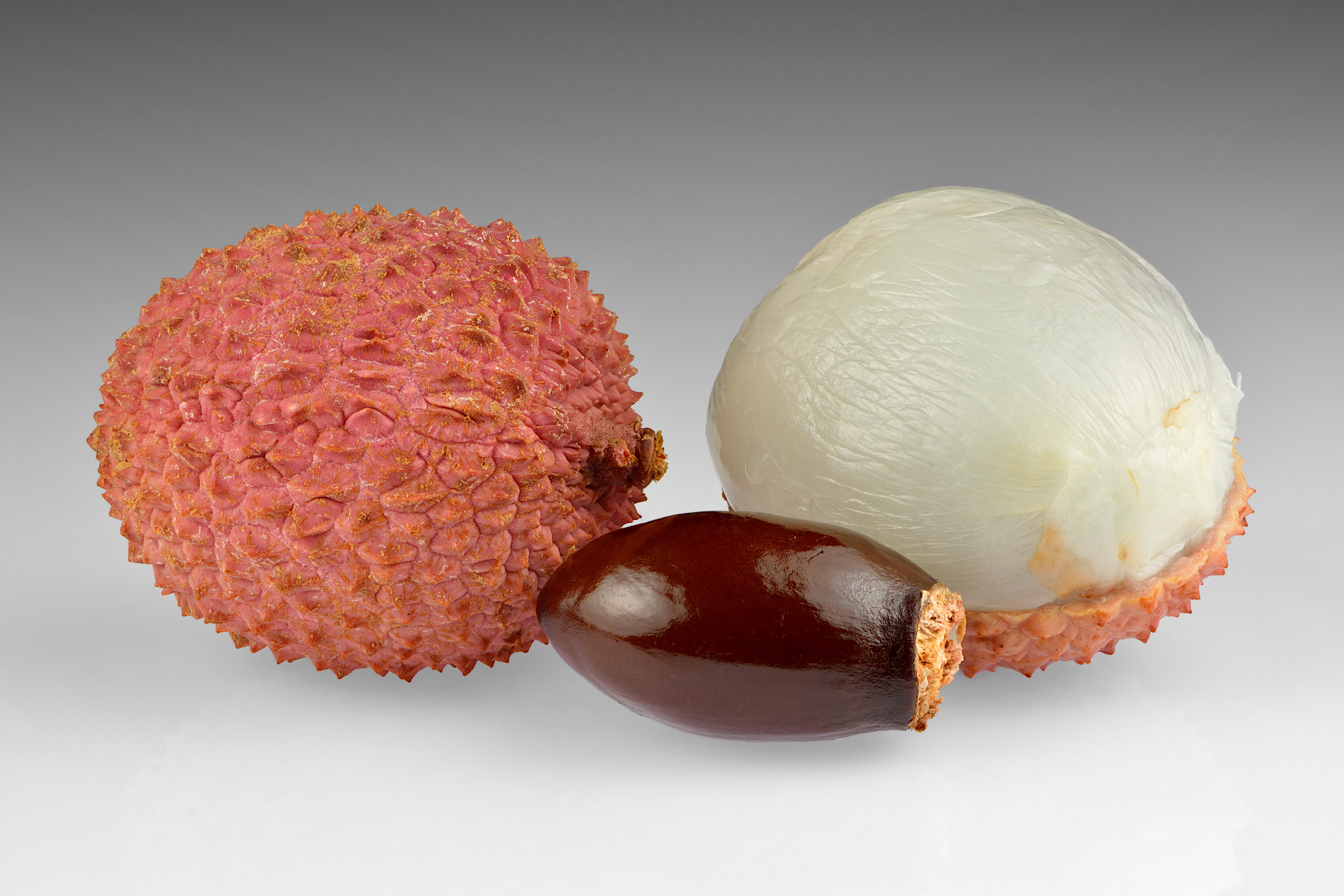
Цілий та розрізаний плід з насінням

Лічі має соковиті плоди, які дозрівають за 80–112 днів залежно від клімату, місцевості та сорту. Плоди різняться за формою від круглої до овальної або серцеподібної, завдовжки до 5 см і завширшки 4 см , важать приблизно 20 г.
Тонка, міцна шкірка зелена у незрілому стані, при дозріванні стає червоною або рожево-червоною, гладка або вкрита невеликими гострими виступами з шорсткою текстурою. Шкірка не їстівна, але легко знімається, відкриваючи шар напівпрозорої білої м'якоті з квітковим запахом і солодким смаком. Шкірка стає коричневою та сухою, якщо залишити плід після збирання. 
Соковита, їстівна частина плоду - принасінник, що оточує одне темно-коричневе не їстівне насіння завдовжки від 1 до 3,3 см і завширшки 0,6 до 1,2 см (0,39–1,30 × 0,24–0,47 in). Деякі сорти виробляють високий відсоток плодів зі зморщеним недорозвиненим насінням, відомим як 'курячі язички'. Ці плоди зазвичай мають вищу ціну через більшу кількість їстівної м'якоті. Оскільки квітковий смак втрачається в процесі консервування, фрукт зазвичай їдять свіжим.
Світла желеподібна м'якоть легко відділяється від шкірки, має солодкий смак з невеликим винним відтінком. На смак лічі нагадує виноград.

## Історія

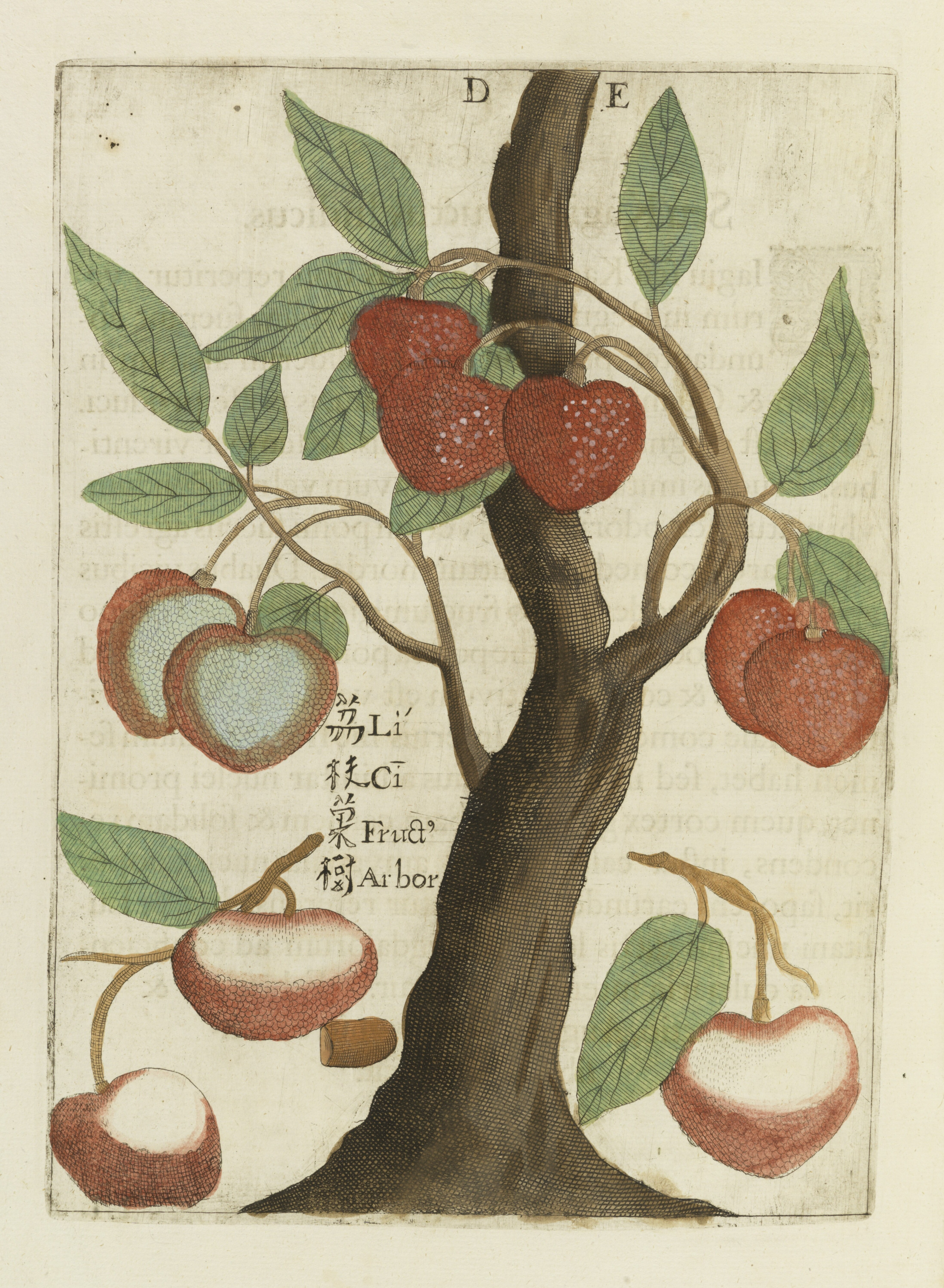
"Lici Fruit Tree" у Flora Sinensis Міхала Бойма (1657)

Культивування лічі розпочалося в регіоні Південного Китаю, сягаючи 1059 року н.е., Малайзії, та північному В'єтнамі. Неофіційні записи в Китаї згадують лічі ще 2000 року до н.е. Дикі дерева досі ростуть у частинах Південного Китаю та на острові Хайнань. Фрукт використовувався як делікатес у Китайському Імператорському Дворі.
У 1-му столітті під час династії Хан, свіжі лічі були популярним даром, і були настільки затребувані при Імператорському Дворі, що спеціальна кур'єрська служба з швидкими кіньми доставляла свіжі фрукти з Гуандуну. Великий попит на лічі був у період династії Сонг (960-1279), за свідченнями Цай Сяна, у його Li chi pu (Трактат про лічі). Також це був улюблений фрукт улюбленої наложниці Імператора Лі Лунцзі (Сюаньцзун) Ян Гуйфей. Імператор доставляв фрукт до столиці за великі кошти.
Існує легенда, що китайський імператор Уді, розгніваний невдалою спробою ввести цю рослину родом з Південного Китаю в культуру в Північному Китаї, стратив усіх своїх садівників. Зараз лічі — один із найпопулярніших фруктів Південно-Східної Азії.
Поступово цю рослину стали культивувати і в сусідніх країнах. Перша європейська згадка про лічі датується серединою XVII століття. Гонсалез де Меноза, завдяки якому лічі стали називати «китайською сливою», писав, що цей фрукт «нагадує сливу, яка ніколи не обтяжує шлунок і може поїдатися у величезній кількості».
Пізніше лічі було описано та представлено Заходу у 1656 році Міхалом Боймом, польським єзуїтським місіонером (на той час Річ Посполита).
Дерева лічі були завезені до Ямайки китайськими іммігрантами у 18-му столітті, де фрукт пов'язаний з китайською ямайською спільнотою. Фрукт є складовою популярного ямайського торту, що зветься торт лічі, який складається з легкого бісквіту, крему та фруктів, і є одним з найпопулярніших тортів на Ямайці з моменту його створення кондитером Селеною Вонг у 1988 році.
Лічі було введено в північно-західних частинах Індійського субконтиненту (тоді Британська Індія) у 1932 році і залишався екзотичною рослиною до 1960-х років, коли розпочалося комерційне виробництво. Виробництво культури розширилося від Бегум Кот (Район Лахору) в Пенджабі до Хазара, Харіпура, Сіалкот і Мірпур Хас.

## Використання
Плоди лічі використовують у їжу у свіжому вигляді, готують з них різні солодкі страви (желе, морозиво та ін.) Консервовані з цукром плоди без шкірки і кісточок експортуються до багатьох країн. Плоди використовуються навіть для виробництва традиційного китайського пива.
Плоди інколи сушать повністю, шкірка при цьому стає твердою, а всередині вільно перекочується суха м'якоть з кісточкою. Такі сушені плоди називають горіхом лічі.
У лічі міститься багато білків, пектинові речовини, калій, магній і вітамін С. Однак головне — дуже високий вміст нікотинової кислоти — вітаміну РР, який активно перешкоджає розвитку атеросклерозу.
У східній медицині плоди лічі застосовують для стабілізації рівня цукру в крові при діабеті і гіпоглікемії. Вони також позитивно впливають на функції печінки, нирок і легень. У китайській медицині плоди лічі спільно з лимонником і лікувальними травами використовують при лікуванні онкологічних захворювань.
Плоди лічі споживають під час фестивалів собачого м'яса.

## Культивування
Лічі добре ростуть в субтропічному кліматі із сухими, дещо прохолодними зимами, у вологішому екваторіальному кліматі не плодоносять. Віддають перевагу добре зволоженому родючому ґрунту. Розмножують їх сіянцями або вегетативно. Росте дерево повільно, плодоношення настає у сіянців на 8—10 рік, при вегетативному розмноженні через 4—6 років.
У субтропіках врожай збирають в травні-червні. Супліддя зривають цілком, оскільки плоди, зібрані окремо, швидко псуються.

### Сорти
Існує багато сортів лічі, з помітною плутаниною щодо їх найменування та ідентифікації. Один і той самий сорт, вирощений у різних кліматичних умовах, може давати дуже різні плоди. Сорти також можуть мати різні синоніми в різних частинах світу. Країни Південно-Східної Азії разом з Австралією використовують оригінальні китайські назви основних сортів. В Індії вирощують понад десяток різних сортів. Південна Африка вирощує переважно сорт "Маврикій". Більшість сортів, що вирощуються в Сполучених Штатах, були імпортовані з Китаю, за винятком сорту "Гроф", який було розроблено в штаті Гаваї.
Різні сорти лічі є популярними в різних регіонах вирощування та країнах. У Китаї популярними сортами є Саньюехун, Байтанин, Байла, Музаффарпур, Самаступур, Шуйдун, Фейзісяо, Дацзоу, Хейє, Нуомічі, Гуйвей, Хуайчжи, Ланьчжу та Ченцзи. У В'єтнамі найпопулярнішим сортом є Вай Тхіеу Хай Зуонг (Vai Thieu Hai Duong). У США виробництво базується на кількох сортах, включаючи Маврикій, Брюстер і Хак Іп. В Індії вирощують понад десяток найменувань сортів, включаючи Шахі (з найвищим відсотком м'якоті), Дехрадун, Ерлі Лардж Ред, Калькаттіа та Рожевий Ароматний.

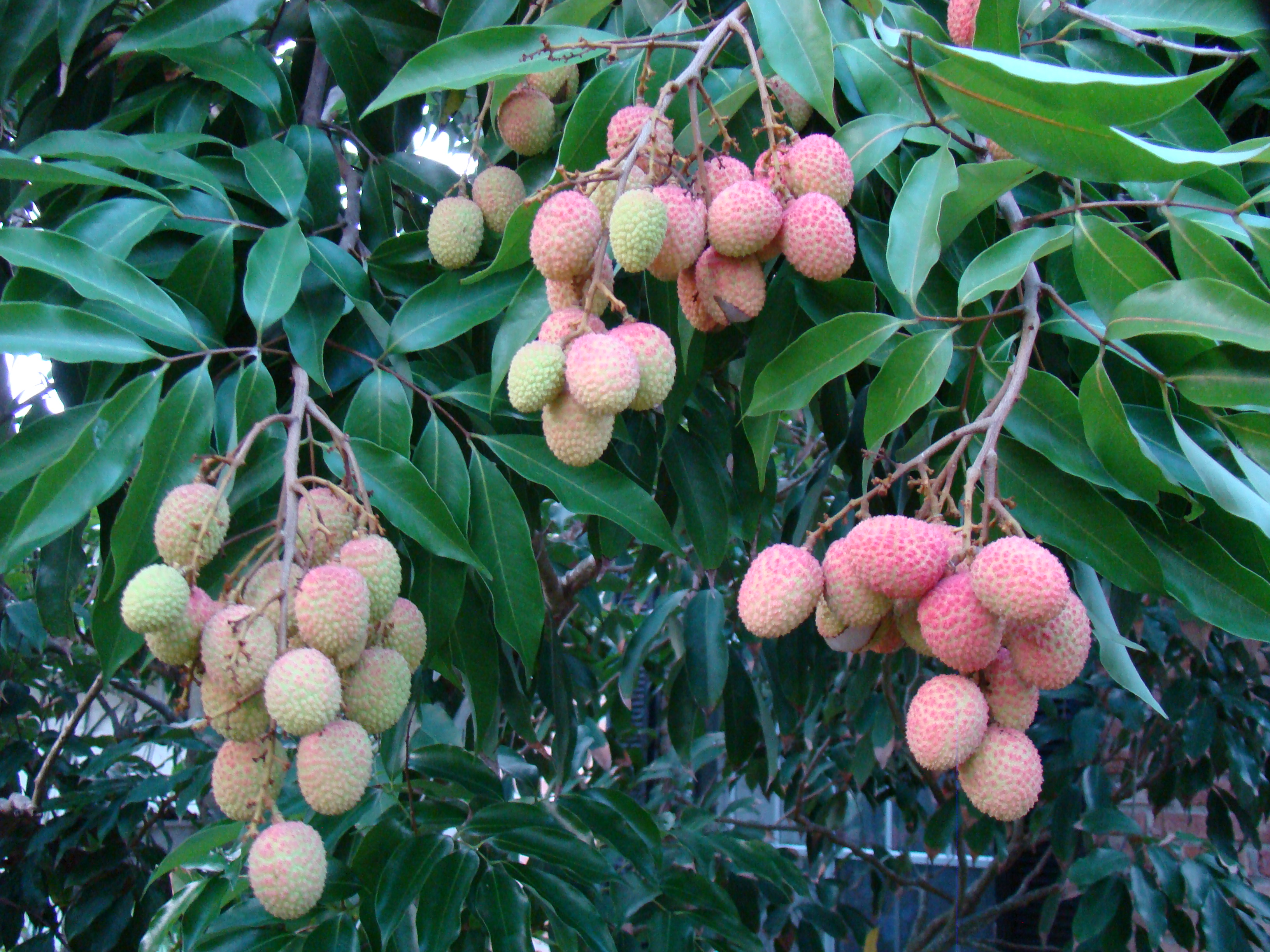
Сорт Маврикій

## Склад плоду
У 100 г лічі міститься:
- Вода — 79,5 г
- Білки — 0,9 г
- Жири — 0,3 г
- Вуглеводи — 17 г

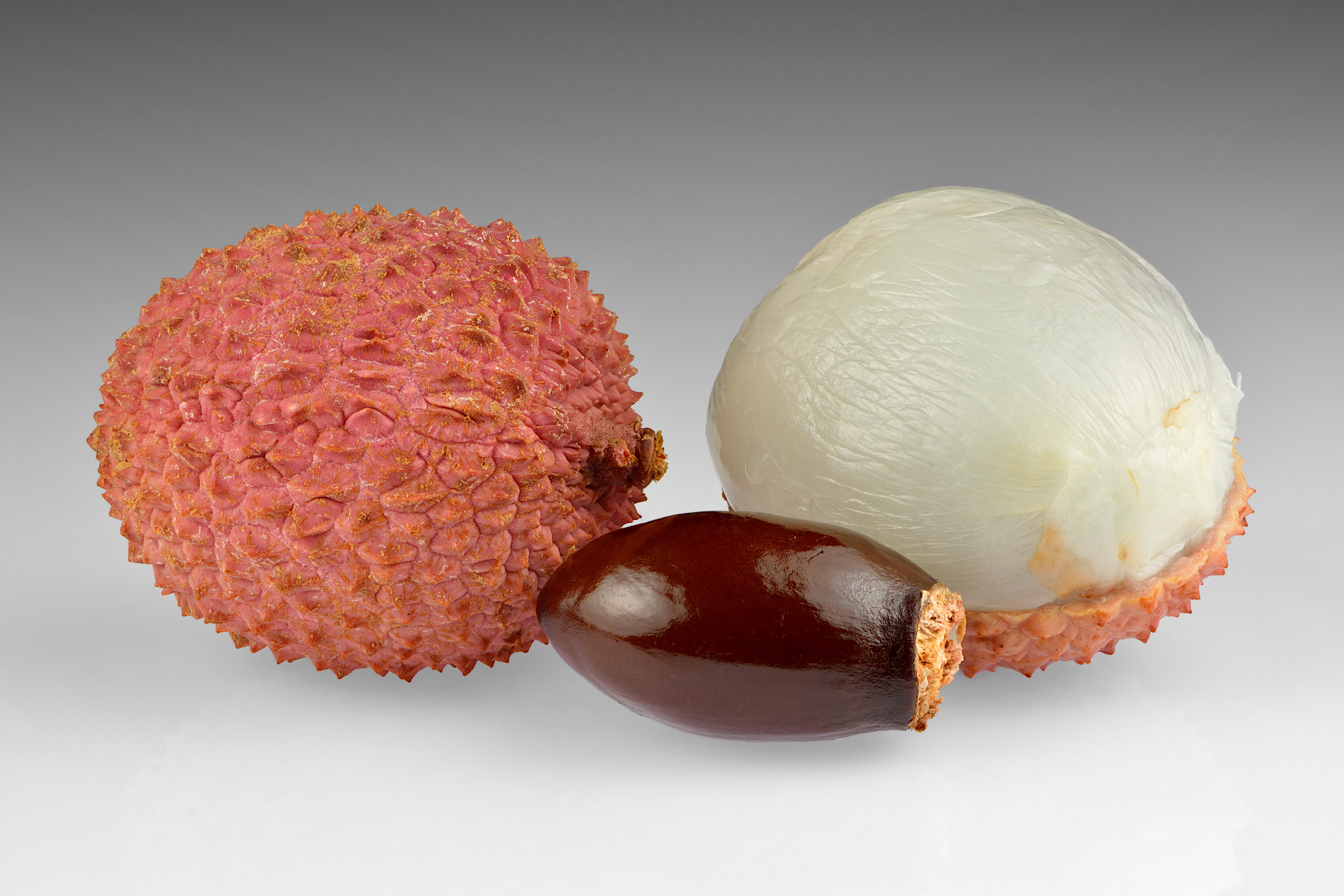

- Харчові волокна (клітковина) — 1,6 г

### Вітаміни
- Вітамін В1 (тіамін) — 0,05 мг
- Вітамін В2 (рибофлавін) 0,05 мг
- Ніацин (вітамін В3 або вітамін РР) — 0,53 мг
- Вітамін В5 (пантотенова кислота) — 0,25 мг
- Вітамін В6 (піридоксин) — 0,01 мг
- Фолієва кислота (вітамін В9) — 25 мкг
- Вітамін С (аскорбінова кислота) — 39,2 мг
- Вітамін Е (токоферол) — 0,5 мг
- Біотин (вітамін Н) — 0,5 мкг
- Вітамін К (філлохинон) — 10 мкг

### Макроелементи
- Калій — 180 мг
- Кальцій — 9 мг
- Магній — 10 мг
- Натрій — 3 мг
- Сірка — 19 мкг
- Хлор — 3 мг
- Фосфор — 33 мг

### Мікроелементи
- Залізо — 0,35 мг
- Йод — 1,6 мкг
- Марганець — 55 мкг
- Мідь — 140 мкг
- Цинк — 70 мкг
- Фтор — 10 мкг

## Отруєння
У 1962 році було виявлено, що насіння лічі містить метиленциклопропілглі́цин (MCPG), гомолог гіпоглі́цина А, який викликав гіпоглікемію в дослідженнях на людях та тваринах. З кінця 1990-х років траплялися непояснювані спалахи енцефалопатії, які, здавалося, торкалися лише дітей в Індії (де це називають чамкі букхар), та північному В'єтнамі (де це називали енцефалітом Ак Монг від в'єтнамського слова кошмар) під час сезону збору врожаю лічі з травня по червень.
Розслідування 2013 року, проведене американським CDC, в Індії показало, що випадки пов'язані зі вживанням фруктів лічі, викликаючи неінфламаторну енцефалопатію, яка імітувала симптоми ямайської блювотної хвороби. Через низький рівень цукру в крові (гіпоглікемія) менше 70 мг/дл у дітей з недоїданням при госпіталізації, що було пов'язано з гіршими наслідками (44% усіх випадків були смертельними), CDC ідентифікували захворювання як гіпоглікемічну енцефалопатію.
Розслідування пов'язало захворювання з токсичністю гіпогліцину A та MCPG, а також з вживанням лічі дітьми з недоїданням (особливо недозрілі плоди) на порожній шлунок.
Звіт CDC рекомендував батькам забезпечити обмеження дітьми вживання лічі та наявність вечірньої їжі, що підвищує рівень глюкози в крові, достатній для запобігання захворюванню.
Попередні дослідження помилково дійшли висновку, що передача може відбуватися через безпосередній контакт з лічі, забрудненими кажанячою слиною, сечею або гуано, або з іншими переносниками, такими як комахи, знайдені на деревах лічі, або москіти, як у випадку з вірусом Чандіпура. Дослідження 2017 року виявило, що пестициди, використовувані на плантаціях, можуть бути відповідальними за енцефаліт і смерть молодих дітей у Бангладеш.

## Галерея

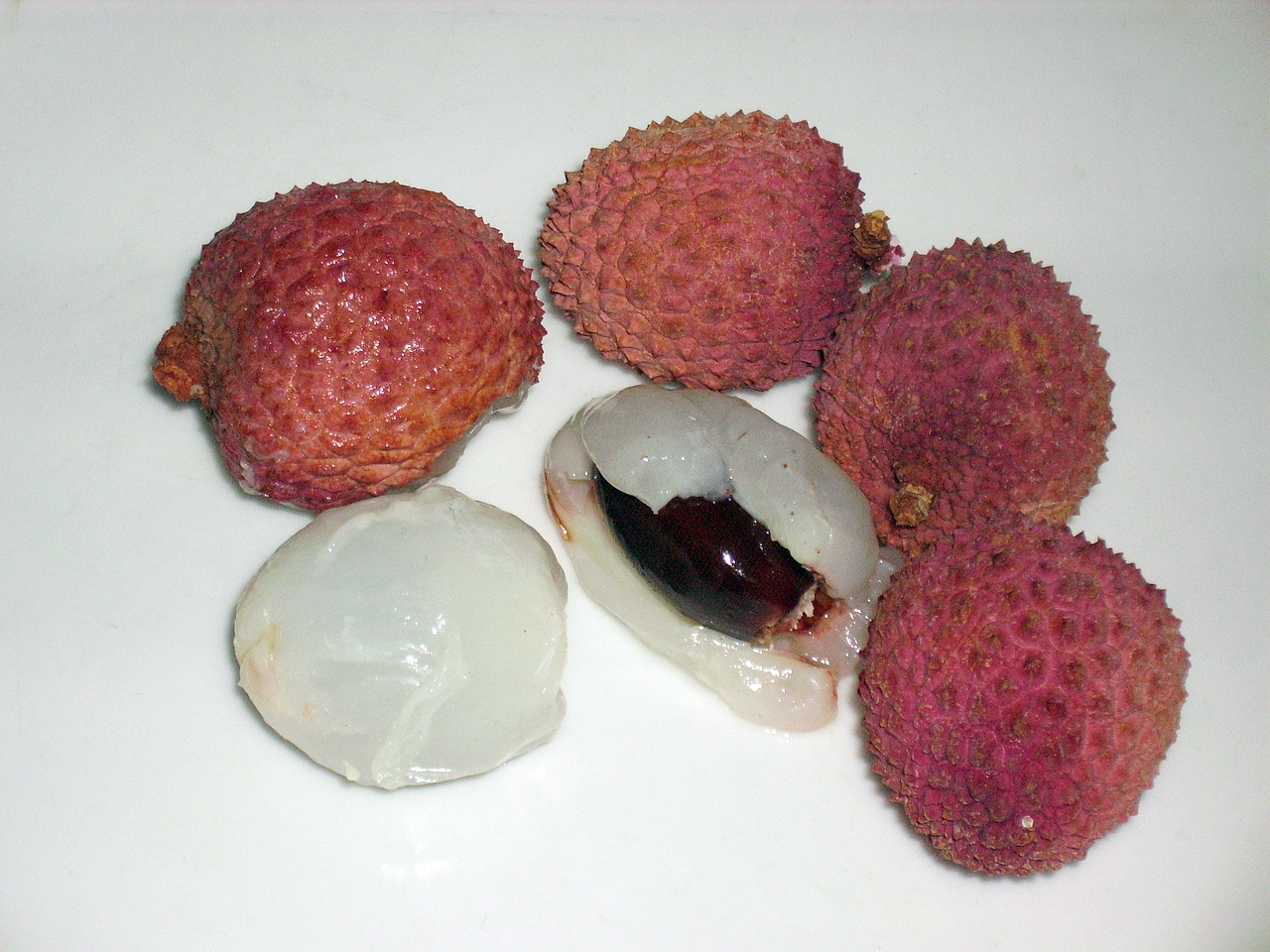
Дозрілі плоди лічі
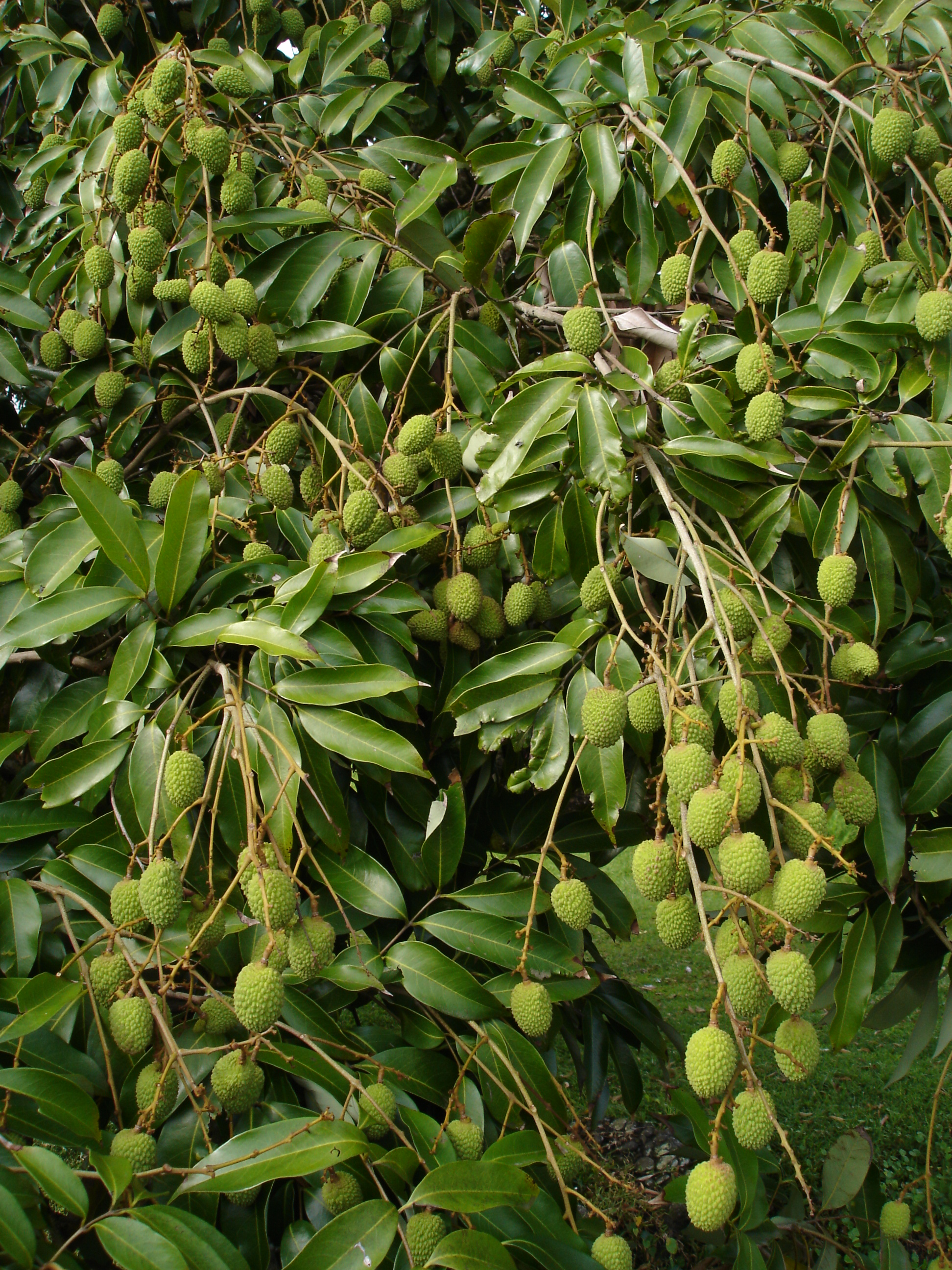
Недозрілі супліддя
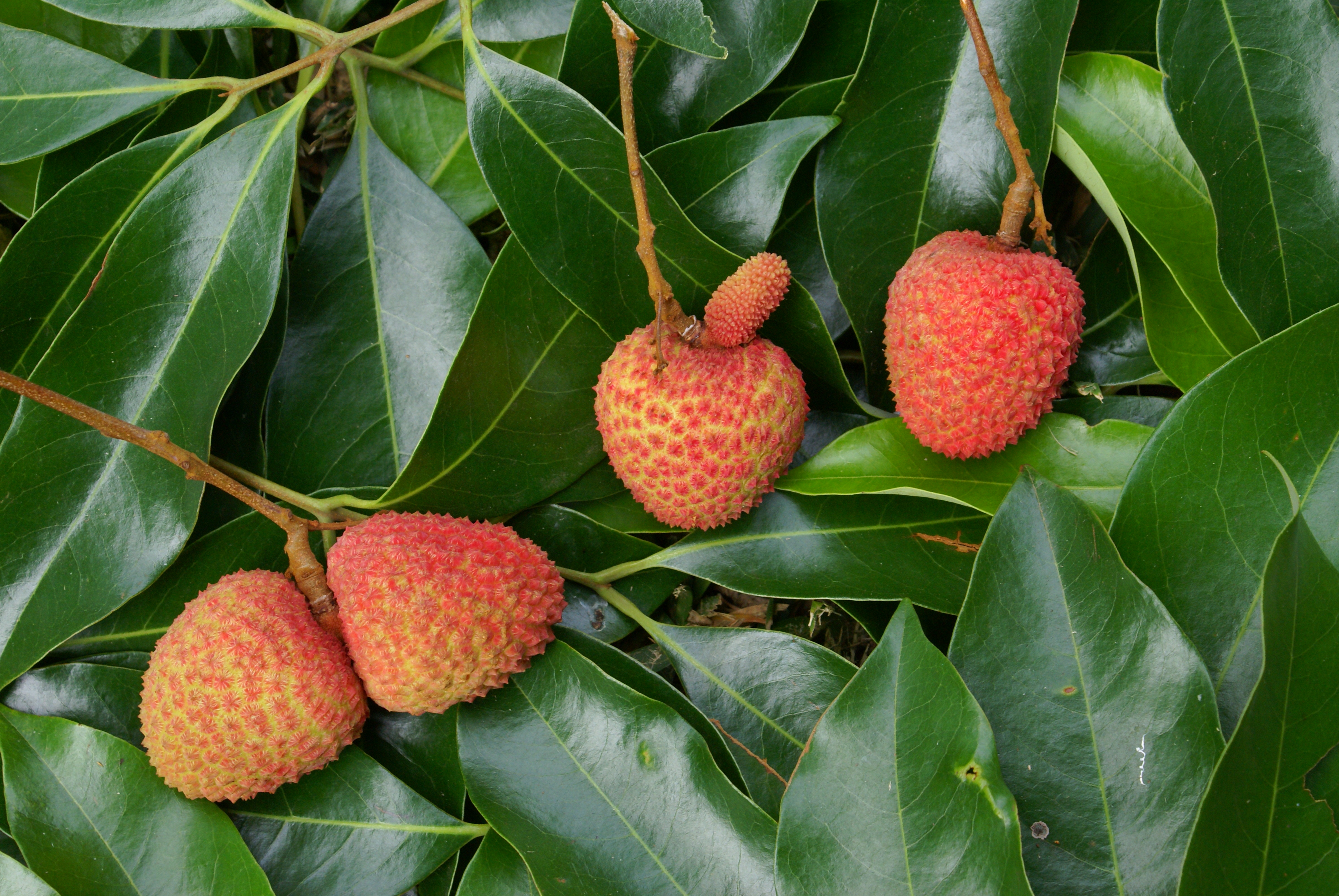
Дозрілі плоди